# Deutsche Einrad-Marathon-Meisterschaft
Die Deutsche Einrad-Marathon-Meisterschaft ist ein jährlich ausgetragenes Marathonrennen für Einradfahrer. Von 2003 bis 2014 fand sie im Rahmenprogramm des Düsseldorf-Marathons statt, seit 2018 wird sie im Rahmen des Europamarathon in Görlitz/Zgorzelec ausgetragen.

## Veranstaltung
Der Marathon-Wettbewerb für Einradfahrer fand seit 2003 jedes Jahr am ersten Maisonntag im Rahmen des METRO Group Marathon statt. Weltweit einzigartig starteten hier Einradfahrer im Rahmen eines City-Marathons und werden offiziell gewertet. Jeder Einradfahrer absolvierte die volle Marathondistanz von exakt 42,195 km auf einem abgesperrten Straßenparcours durch die Innenstadt von Düsseldorf. Die Strecke wird genau abgemessen und dient den Marathonläufern als Qualifikationsmöglichkeit für Leichtathletikmeisterschaften. Die Zeitmessung erfolgte elektronisch durch Transponder. Durch die Einbindung in den METRO Group Marathon konnten die sonst wenig bekannten Einradmarathonfahrer vor einer Kulisse von 400.000 Zuschauern an der Strecke die Marathon-Distanz absolvieren. Die Einradfahrer starteten in Form eines Massenstartes hinter den noch schnelleren Handbikern, aber vor den relativ langsameren Läufern. Dadurch ergab sich ein maximales Zeitlimit für die Einradfahrer, um die schnellsten Läufer nicht zu behindern. Die Sieger wurden durch Offizielle von Stadt, Radsportverband und -verein auf einer großen Bühne mitten in der Altstadt geehrt. Die Zeitbesten jeder Wertungsgruppe erhielten Pokale und Sachpreise. Die besten deutschen Teilnehmer erhielten ein Meistertrikot in den Landesfarben.
Seit 2005 wurde dieser Einrad-Marathon als offizielle Deutsche Einrad-Marathonmeisterschaft ausgetragen. Veranstalter ist seitdem der RMSV Frisch auf Düsseldorf e. V., der vom nationalen Radsportverband Rad- und Kraftfahrerbund Solidarität (RKB) mit der Ausrichtung beauftragt wird. Während in den ersten Jahren nur ein Start in der „Standard-Klasse“ möglich war, bei der die Abmessungen der Einräder detailliert vorgeschrieben sind, um völlige Chancengleichheit sicherzustellen, gibt es inzwischen auch eine getrennte Wertung in der „Unlimited-Klasse“, die keine wesentlichen Einschränkungen der technischen Beschaffenheit der Einräder fordert.
Durch die Einzigartigkeit des Wettbewerbes sind stetig steigende Teilnehmerzahlen, auch aus dem internationalen Ausland zu verzeichnen gewesen. So starteten in Düsseldorf auch Fahrer aus Großbritannien, den Vereinigten Staaten, den Niederlanden, Österreich, Frankreich, Dänemark, Finnland, Argentinien, und Kolumbien.
2014 gaben die Veranstalter des Metro Group Marathons bekannt, dass sie ab 2015 keinen Handbike- und Einradmarathon mehr genehmigen. Der RMSV Frisch auf Düsseldorf ist seitdem auf der Suche nach einer Alternativveranstaltung. Beim seit 2014 jährlich ausgetragenen Erfurt Marathon sind Einradfahrer mit einer eigenen Kategorie beteiligt, aufgrund fehlender Straßensperrung und der Streckencharakteristik, die teilweise eher einem Crosslauf entspricht, kann dieses Rennen aber nicht als Deutsche Meisterschaft gewertet werden.
2017 erklärte sich der Veranstalter Europamarathon Görlitz-Zgorzelec e.V bereit, die Einradfahrer auf der Halbmarathondistanz starten zu lassen. Nach diesem erfolgreichen Probelauf fand dort von 2018 bis 2022 auf der vollen Marathondistanz wieder eine Deutsche Meisterschaft im Einradmarathon statt. Nach einer Pause wurde 2024 die Meisterschaft beim Lausitzmarathon auf dem Lausitzring ausgetragen.

## Strecke
Bis 2014 wurde die Veranstaltung beim Düsseldorf-Marathon auf dessen Strecke ausgetragen.
Die Strecke ist identisch mit der des Marathonlaufes. Sie führt in mehreren Schleifen durch die Innenstadt von Düsseldorf. Das Ziel liegt am Rheinufer in der Altstadt. Vorher geht es zum Messegelände mit der Sportarena, zweimal über eine Rheinbrücke in den Nobel-Vorort Oberkassel, durch den neu gestalteten Medienhafen und über die Einkaufsmeile Königsallee. Die schnellsten Einradfahrer in der Unlimited-Klasse absolvieren die Marathonstrecke dank großem Raddurchmesser und Getriebe in weniger als 1:30 Stunden, in der Standardklasse mit 28″-Einrädern benötigen die Schnellsten in etwa 1:45 Stunden.
Ab 2018 wird die Veranstaltung beim Europamarathon in Görlitz/Zgorzelec ausgetragen.
Die Strecke ist identisch mit der des Marathonlaufes, Start und Ziel sind im Zentrum von Görlitz. Sie besteht aus einer Schleife durch die polnische Nachbarstadt Zgorzelec und anschließend einen Bogen, der südlich und westlich des Stadtkerns bis um die Landeskrone und wieder in die Innenstadt verläuft. Die Strecke hat mit ca. 200 Höhenmetern ein welligeres Profil als Düsseldorf.

## Reglement
Die Verwendung von Metallpedalen oder Pedalbefestigungssystemen (Clickpedale, Pedalhaken, Riemen o. ä.) ist aus Sicherheitsgründen nicht erlaubt. Von den Rädern darf keine Gefährdung anderer teilnehmer ausgehen. Die Einräder werden vor dem Start von den Ausrichtern auf Übereinstimmung mit diesen Kriterien überprüft.
Es darf sowohl rechts als auch links überholt werden. Andere Teilnehmer dürfen weder behindert oder gefährdet werden. Bei Sturz oder Abgang muss nach spätestens 25 Metern wieder aufgestiegen werden.
Für alle Teilnehmer ist das Tragen von Helm und Schutzhandschuhen Pflicht. Das Tragen von Knie- und Ellbogenschützern wird empfohlen.
Das Zeitlimit für die Gesamtdistanz der Einradfahrer betrug in Düsseldorf 3:30 Stunden. Einradfahrer, die die Durchlaufzeiten nicht erfüllten, mussten das Rennen nach Anweisungen des Streckenpersonals gegebenenfalls beenden und wurden nicht gewertet. In Görlitz gibt es kein Zeitlimit.

### Wertungsklassen
Gestartet wird in den zwei Klassen „Standard“ und „Unlimited“. Es erfolgt eine separate Wertung nach Damen und Herren und in der Standardklasse auch nach Altersgruppen.

#### Standard-Klasse
In der Standard-Klasse können Fahrer starten, deren Räder folgende Spezifikationen erfüllen:
- Raddurchmesser maximal 778 mm (gemäß IUF Rulebook 2017)
- Übersetzung 1 : 1 (ohne Freilauf oder Getriebe)

In Düsseldorf wurde bis 2014 noch nach dem älteren Reglement gefahren, hier galt:
- Raddurchmesser maximal 72,5 cm (= 28" x 1,75"; relevant = Reifenprägung)
- Kurbellänge mindestens 114 mm
- Übersetzung 1 : 1 (ohne Freilauf oder Getriebe)

#### Unlimited-Klasse
Alle Fahrer, deren Einräder nicht die Regularien der „Standard-Klasse“ erfüllen, starten in der „Unlimited-Klasse“. Zum Erreichen höherer Geschwindigkeiten werden in der Regel folgende Modifikationen vorgenommen:
- größerer Raddurchmesser, in der Regel 36"
- kürzere Kurbellänge
- Nutzung eines Getriebes, in der Regel Schlumpf-Getriebe, mit Übersetzung 1:1,5

## Streckenrekorde
Da die Strecken in Düsseldorf und Görlitz/Zgorzelec ein unterschiedliches Höhenprofil haben, sind die Zeiten nicht direkt vergleichbar. In Görlitz wechselte die Streckenführung über die Jahre mehrfach mit unterschiedlichen Höhenunterschieden. Die Zeiten sind daher nur schwer vergleichbar.
| 2003–2013 in Düsseldorf      | 2003–2013 in Düsseldorf | 2003–2013 in Düsseldorf | 2003–2013 in Düsseldorf | 2003–2013 in Düsseldorf | 2003–2013 in Düsseldorf | 2003–2013 in Düsseldorf | 2003–2013 in Düsseldorf | 2003–2013 in Düsseldorf |
| Klasse                       | Standard                | Standard                | Standard                | Standard                | Unlimited               | Unlimited               | Unlimited               | Unlimited               |
| Klasse                       | männlich                | männlich                | weiblich                | weiblich                | männlich                | männlich                | weiblich                | weiblich                |
| Jahr                         | Name                    | Zeit                    | Name                    | Zeit                    | Name                    | Zeit                    | Name                    | Zeit                    |
| ---------------------------- | ----------------------- | ----------------------- | ----------------------- | ----------------------- | ----------------------- | ----------------------- | ----------------------- | ----------------------- |
| 2003                         | Philipp v.d.Wingen      | 1:57:57 [c]             | Stefanie Pälmer         | 3:30:00 [c]             | Christian Hoverath      | 1:44:39 [c]             | --- [a]                 |                         |
| 2004                         | ---                     | [b]                     | Franziska Wagner        | 2:16:08 [d]             | Frank Bonsch            | 1:42:43 [d]             | --- [a]                 |                         |
| 2005                         | Patrick Schmid          | 1:51:03 [d]             | Franziska Wagner        | 2:08:58 [d]             | --- [a]                 |                         | --- [a]                 |                         |
| 2006                         | Patrick Schmid          | 1:53:30 [d]             | ---                     | [b]                     | --- [a]                 |                         | --- [a]                 |                         |
| 2007                         | Jan Logemann            | 1:52:00 [d]             | ---                     | [b]                     | Christopher Hartel      | 1:39:33 [d]             | --- [a]                 |                         |
| 2008                         | Christoph Hartmann      | 1:49:46 [d]             | ---                     | [b]                     | Arne Tilgen             | 1:35:11 [d]             | Linda Theiß             | 1:52:42 [d]             |
| 2009                         | Christoph Hartmann      | 1:43:16 [d]             | Linda Kirner            | 2:06:52 [d]             | Jan Logemann            | 1:27:09 [d]             | ---                     | [b]                     |
| 2010                         | ---                     | [b]                     | ---                     | [b]                     | Jan Logemann            | 1:25:15 [d]             | ---                     | [b]                     |
| 2011                         | ---                     | [b]                     | ---                     | [b]                     | ---                     | [b]                     | Nadine Wegner           | 1:50:53 [d]             |
| 2012                         | ---                     | [b]                     | ---                     | [b]                     | Christoph Hartmann      | 1:22:18 [d]             | ---                     | [b]                     |
| 2013                         | ---                     | [b]                     | ---                     | [b]                     | ---                     | [b]                     | Nadine Wegner           | 1:41:38 [d]             |
| ab 2018 in Görlitz/Zgorzelec |                         |                         |                         |                         |                         |                         |                         |                         |
| 2018                         | Luis Albers             | 01:46:03 [c]            | Lilli Albers            | 01:58:31 [c]            | Markus Jansky           | 01:33:48 [c]            | Charlotte Leonhardt     | 01:45:40 [c]            |

[a] kein Teilnehmer;
[b] Vorjahreswert nicht verbessert;
[c] Nettozeit
[d] Bruttozeit

## Ähnliche Veranstaltungen
Bereits seit Mitte der 1980er Jahre wird ein Einrad-Marathon in Nagano in Japan veranstaltet, bei dem eine Rundstrecke auf Nebenwegen mehrmals zu absolvieren ist. Dieser wurde ursprünglich als Staffelwettbewerb ausgetragen, inzwischen können auch Einzelstarter wie in Düsseldorf alleine die volle Marathon-Distanz absolvieren. Erst seit 2006 wird im Rahmen der Einrad-Weltmeisterschaften Unicon im zweijährigen Turnus ein Marathon-Wettbewerb ausgetragen bei dem jedoch nur die „Unlimited-Klasse“ angeboten wird. Auch ist die Strecke hier nicht exakt abgemessen, so dass die Zeiten nicht direkt vergleichbar sind. Seit 2016 wird auch im Französischen Rennes jährlich ein Einradmarathon Wettkampf ausgetragen.